# Stortjärnen (Jokkmokks socken, Lappland, 738391-169582)
Stortjärnen är en sjö i Jokkmokks kommun i Lappland och ingår i Luleälvens huvudavrinningsområde.